# のあのわ
のあのわは、日本のバンド。ボーカル兼チェロ担当のYukkoを中心にした5人組編成(ドラムはサポートメンバー)で構成され、自身たちを「バンド」とは名乗らずに「楽団」という言葉を用いて活動を行っていた。

## 概要
高校の同級生であったYukkoとゴウが、高校時代に組んでいたバンドが母体となる。当時はeastern youth等に影響を受けたオルタナティヴ・ロックバンドで、Yukkoはギターを弾きながら歌っていたが、メンバーの脱退によって活動を休止する（この時期をメンバーは「モグラ時代」と呼ぶ）。2003年に、大学に進学したゴウが同じサークルメンバーであったnakameを誘い、Yukkoと共に「野愛の輪」を結成する
。その後、Yukkoのチェロ転向や荒山と本間の加入を期に現在の音楽性を確立し「のあのわ」に改名、現在に至る。
バンド名は語感の響きの良さを重視して付けられた。音楽性としてはミュージカルのような派手なアレンジを施したポップロックからアバンギャルドなポストロックまで網羅している。
2013年10月の公式Facebookの更新以降は「のあのわ」名義の音楽活動及び荒山以外のメンバーの近況が不明である。
2022年4月22日にFMひがしくるめ「しふくなフライデー」に荒山がゲスト出演して、「メンバー同士の性格が変わり、活動が緩やかになった。」とコメントしている。

## メンバー
- Yukko（ユッコ）
  - ボーカル・チェロ担当。東京都出身。血液型A型。本名は坂本由紀子。
  - のあのわの全ての楽曲の作詞を手掛ける。
  - ジャンクフードやブルドック系、海外ドラマ、幻想動物を好む。
  - 大きな目立つ楽器を弾きたいという理由で、のあのわにチェロを導入することを決めた。
  - 愛用のチェロを窃盗されたことがある。しかし、後に発見されている。
- ゴウ
  - ギター担当。東京都出身。血液型B型。本名は曽根剛毅。
  - 主にのあのわの楽曲の作曲を手掛ける。
  - 釣りとビールが大好きである。
  - よくギターを失くしてしまう。
- nakame（ナカメ）
  - ベース担当。神奈川県出身。血液型B型。本名は中村尚登。
  - 麺類とゲーム、映画鑑賞を好む。中でもSTAR WARSが大好きである。
- 荒山リク（あらやま リク）
  - キーボード担当。栃木県出身。血液型O型。本名は荒谷誠人。
  - インターネットでのメンバー募集がきっかけで加入。
  - 一人旅、子ども、映画音楽、お酒を好む。
  - 2014年以降、「荒山陸」名義でソロ活動を行っている[7]
  - 2019年6月、「Compath」に本名の「荒谷誠人」名義で加入する[8][9]。
  - 公益財団法人東京ミュージック・ボランティア協会の「みんなの家’77」の施設長であり、音楽療法に取り込んでいる[10]。

## 旧メンバー
- 本間シュンタ（ほんま シュンタ）
  - ドラム担当。東京都出身。血液型O型。

## 来歴
- Yukkoとゴウが高校時代に母体となるバンドを結成し、活動を開始。その後、メンバーの脱退を期に活動を停止。
- 2003年
  - ゴウと大学の音楽サークルで一緒だったnakameが加入し、「野愛の輪」を結成。
- 2005年
  - インターネット上で行ったメンバー募集を介して荒山リクが加入。同時期にYukkoがチェロを購入し、バンドに導入。
- 2007年
  - 9月、自主制作盤「noanowa demo.ep」をライブ会場およびハイラインレコーズ限定で発売。
  - 10月、本間が加入し、現在のメンバー構成となる。
- 2009年
  - 2月18日、ミニアルバム『ゆめの在りか』でSPEEDSTAR RECORDSよりメジャーデビュー。
  - 4月より、J-WAVE『MUSIC WONDERLAND』、K-MIX『のあのわのちょちょチョイス!!!』が開始。ラジオレギュラーパーソナリティーを務める。
  - 8月8日、1枚目のシングル「ループ、ループ」を発表。
  - 9月9日、初のフルアルバム『SPECTACLE』を発表。
  - 11月18日、2枚目のシングル「Sweet Sweet」を発表。
- 2010年
  - 3月3日、HOME MADE 家族の5thアルバム『CIRCLE』にYukkoが参加。
  - 6月2日、2010年初のリリースとなる、3枚目のシングル「グラデーション」を発表。
  - 7月、宅間孝行の劇団東京セレソンデラックスの公演「くちづけ」にアン・ルイスの「グッド・バイ・マイ・ラブ」をのあのわがカバーした主題歌が起用[11]。
  - 8月4日、2ndフルアルバム『MAGICAL CIRCUS』を発表。
- 2011年
  - 5月11日、2011年初のリリースとなる、4枚目のシングル「Have a Good Day!」を発表。
  - 7月6日、タイアップ曲「Have a Good Day!」を含む2ndミニアルバム「Hi! How Are You?」を発表。
- 2012年
  - 7月11日、OTODAMA SEA STUDIOでのライブをもって、ドラムの本間シュンタが脱退。以降のライブはサポートドラマーを迎えて行っている。
  - 7月より、自主企画によるツーマンライブ「i like i like i like」をShibuya O-nestで三ヶ月連続開催。(ゲスト:第一弾(7/20)andymori、第二弾(8/24)マイア・ヒラサワ、第三弾(9/15)須藤寿 GATALI ACOUSTIC SET)

- 2013年

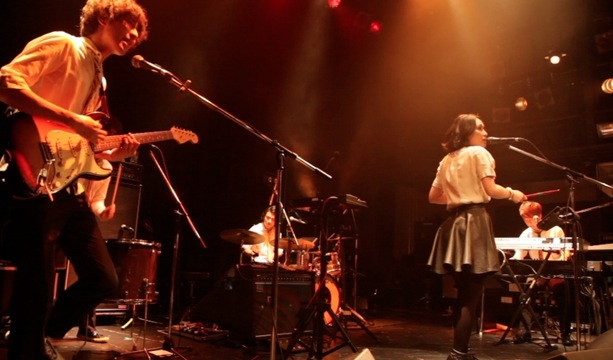
“Cry Like a Monster Tour 2013”にて。

  - 3月6日、3rdフルアルバム「Cry Like a Monster」を発表。リード曲である「Hurry Up!」はインディーズランキング1位を獲得する。
  - のあのわ “Cry Like a Monster Tour 2013”を大阪、名古屋、東京の3都市で開催。
- 2015年
  - 8月19日、荒山陸のアルバム『宇宙とPOP』の曲「地上のオリオン (feat. Yukko)」にYukkoが参加[12]。
  - 11月12日、「宅間孝行&Yukko」として「くちづけとともにI LOVE YOU」がレコチョクで配信される[13]。

## ディスコグラフィー

### シングル
| 枚  | 発売日         | タイトル         | 規格品盤                                | オリコン |
| --- | -------------- | ---------------- | --------------------------------------- | -------- |
| 1st | 2009年8月8日   | ループ、ループ   | VICL-36509                              | 圏外     |
| 2nd | 2009年11月18日 | Sweet Sweet      | VICL-36551                              | 111位    |
| 3rd | 2010年6月2日   | グラデーション   | VICL-36585:初回限定盤 VICL-36586:通常盤 | 70位     |
| 4th | 2011年5月11日  | Have a Good Day! | VICL-36637                              | 28位     |

### ミニアルバム
| 枚  | 発売日        | タイトル         | 規格品盤   | オリコン |
| --- | ------------- | ---------------- | ---------- | -------- |
| 1st | 2009年2月18日 | ゆめの在りか     | VICL-63203 | 125位    |
| 2nd | 2011年7月6日  | Hi! How Are You? | VICL-63752 | 57位     |

### フルアルバム
| 枚  | 発売日       | タイトル           | 規格品盤                              | オリコン |
| --- | ------------ | ------------------ | ------------------------------------- | -------- |
| 1st | 2009年9月9日 | SPECTACLE          | VIZL-345:初回限定盤 VICL-63366:通常盤 | 72位     |
| 2nd | 2010年8月4日 | MAGICAL CIRCUS     | VIZL-384:初回限定盤 VICL-63639:通常盤 | 71位     |
| 3rd | 2013年3月6日 | Cry Like a Monster | DDCB-14018                            | 160位    |

### 限定作品
1. noanowa demo.ep（2007年9月）
  - ライブ会場、ハイラインレコーズ限定発売
2. noanowa demo.ep +（2009年1月14日）
  - タワーレコード初回限定発売
3. Live Session EP（2009年11月25日）
  - iTunes Store配信限定発売
4. グッド・バイ・マイ・ラブ（2010年7月7日）
  - アン・ルイスの楽曲のカバー
  - 東京セレソンデラックス 2010年本公演「くちづけ」主題歌
  - 劇場、ライブ会場限定発売[14][15]

### タイアップ
| 曲名             | タイアップ                                                                                         |
| ゆめの在りか     | TBS系『CDTV』2009年2月度エンディングテーマ                                                         |
| ループ、ループ   | スペースシャワーTV2009年8月度POWER PUSH選出曲                                                      |
| ループ、ループ   | TBS『メガデジ』2009年8月度エンディングテーマ                                                       |
| ループ、ループ   | ユニー・イズミヤ・フジ・リテイリング共同開発プライベートブランド「Style ONE」CMソング              |
| ループ、ループ   | BS日テレ『ボウリング革命 P★League』第22戦 - 第24戦（2009年10月 - 2010年3月放送）エンディングテーマ |
| Your Song        | 全国専門学校広報研究会TVCMソング                                                                   |
| Line             | NHK-FM『ミュージックライン』2009年8・9月度オープニングテーマ                                       |
| Sweet Sweet      | 日本テレビ系『音楽戦士 MUSIC FIGHTER』2009年11月度POWER PLAY                                       |
| Sweet Sweet      | 海遊館CMソング                                                                                     |
| もぐらは鳥になる | NHK『トップランナー』2010年度テーマ曲                                                              |
| ネバーランド     | BS日テレ『ボウリング革命 P★League』第28戦 - 第29戦（2010年10月 - 2011年1月放送）エンディングテーマ |
| Have a Good Day! | 資生堂『ANESSA』CMソング                                                                           |
| Calling          | 海遊館2011春TV-CMソング                                                                            |
| Pee-Kaa-Boo      | 海遊館2011夏TV-CMソング                                                                            |
| バラ色のダンス   | 海遊館2012春TV-CMソング                                                                            |

## ミュージックビデオ
| 監督         | 曲名                                                                |
| 川村ケンスケ | 「Sweet Sweet」「ゆめの在りか」「グラデーション」「ループ、ループ」 |
| 佐々木あゆみ | 「もぐらは鳥になる」                                                |
| 清水康彦     | 「Have a Good Day！」                                               |
| 竹内洋祐     | 「スクォンクの涙」                                                  |
| 松本剛       | 「Hurry Up!」                                                       |

## テレビ
- レコ☆Hits!（日本テレビ、2011年5月4日）出演

## 主な出演イベント
- 2008年07月25日 - aquarifa×NINESPICES共同企画 沈黙した構造主義vol.2
- 2008年10月31日 - MINAMI WHEEL 2008
- 2009年04月21日 - J-WAVE LIVE WONDERLAND～新しい音楽を見つけよう!～
- 2009年05月06日 - 心響(HIBIKI) ROCK FES. 2009
- 2009年07月04日 - Hot Stuff 30th Anniversary Special Live "out of our heads"
- 2009年07月26日 - SETSTOCK'09
- 2009年08月01日 - ROCK IN JAPAN FESTIVAL 2009
- 2009年08月15日 - RISING SUN ROCK FESTIVAL 2009 in EZO
- 2009年09月08日 - RADIO BERRY ベリテンライブ2009
- 2009年11月01日 - MINAMI WHEEL 2009
- 2009年12月29日 - COUNTDOWN JAPAN 09/10
- 2010年03月12日 - OTODAMA & egg-manホワイトデーコラボ企画 「OTODAMAからの贈りもの～double I's～」
- 2010年03月21日 - MUSIC CUBE 10
- 2010年03月22日 - SANUKI ROCK COLOSSEUM 2010
- 2010年04月09日 - RADIO BERRY haruberrylive 2010
- 2010年06月19日 - andymori企画"結婚しようよ"ツアー
- 2010年07月18日 - ap bank fes '10
- 2010年08月07日 - ROCK IN JAPAN FESTIVAL 2010
- 2010年08月21日 - TREASURE05X 2010 ～BECAUSE THEY CAN～
- 2010年09月10日 - RADIO BERRY ベリテンライブ2010
- 2010年09月11日 - FACTORY 0911
- 2010年10月09日 - HOME MADE 家族 家族 Fes. 2010
- 2010年12月31日 - COUNTDOWN JAPAN 10/11
- 2011年07月19日 - お台場合衆国2011～ぼくらがNIPPON応援団!～めざましライブ2011
- 2011年08月13日 - MTV ZUSHI FES 11 supported by RIVIERA
- 2011年08月22日 - 音霊 OTODAMA SEA STUDIO 2011「清々しい日々」
- 2011年09月25日 - 長田大行進曲 2011
- 2011年12月28日 - COUNTDOWN JAPAN 11/12
- 2012年05月11日 - la la larks・O-Nest presents 「OS 01」
- 2012年06月02日 - SAKAE SP-RING 2012
- 2012年07月11日 - ぐるぐる回って、気がついたら～もう一回り。えい!!!
- 2012年12月24日 - Beat Happening! ～X'MAS SPECIAL HAPPENING@GARDEN!～
- 2013年03月16日 - MUSIC CUBE 13
- 2013年05月03日 - JAPAN JAM 2013
- 2013年06月09日 - SAWA☆Debut 5th Anniversary バシバシ!!ワイワイ!!SAWA のカム着火祭
- 2013年07月29日 - MUSIC LAUNCHER presents 出張授業!チャンカワイのミュージックアカデミー in OTODAMA